# Emajagual
Emajagual es un barrio ubicado en el municipio de Juana Díaz en el estado libre asociado de Puerto Rico. En el Censo de 2010 no tenía habitantes.

## Geografía
Emajagual se encuentra ubicado en las coordenadas 18°4′26″N 66°26′23″O / 18.07389, -66.43972. Según la Oficina del Censo de los Estados Unidos, Emajagual tiene una superficie total de 5.17 km², que corresponden a tierra firme.

## Demografía
Según el censo de 2010, no había personas residiendo en Emajagual.